# Bicellaria flavipes
Bicellaria flavipes är en tvåvingeart som beskrevs av Kato 1971. Bicellaria flavipes ingår i släktet Bicellaria och familjen puckeldansflugor. Inga underarter finns listade i Catalogue of Life.